# 김은성 (아나운서)
김은성(1971년 12월 8일 ~ )은 대한민국의 아나운서이다.

## 학력
- 경희대학교 철학과 (학사)
- 경희대학교 언론정보대학원 저널리즘학과 언론학 (석사)
- 경희대학교 대학원 스피치커뮤니케이션학과 언론학 (박사)

## 경력
- 1997년 1월 KBS 24기 공채 아나운서
- 1997년 10월 ~ 1998년 10월 KBS광주방송총국 지역근무
- 멀티캠퍼스 SERICEO 강사
- 경희대학교 언론정보대학원 객원교수
- 2021년 10월 ~ 2023년 7월 KBS 아나운서실 한국어연구부장
- 2021년 12월 ~ 문화체육관광부 국어심의회 위원
- 2022년 9월 ~ 서울특별시 국어바르게쓰기위원회 위원
- 2023년 3월 ~ 국립국어원 말다듬기(새말모임)위원회 위원
- 한국어문자협회 부회장

## 진행
텔레비전
- KBS 광주 1TV 《KBS 뉴스 광주 · 전남권》
- KBS 1TV 《KBS 뉴스 1050》
- KBS 1TV 《KBS 뉴스 5》 (2002년 3월 25일 ~ 2007년 4월 27일)
- KBS 1TV 《사랑의 리퀘스트》 (2005년 7월 9일, 2005년 7월 16일)[1]
- KBS 1TV 토요일 《KBS 뉴스광장》 (2007년 5월 5일 ~ 2009년 10월 17일 / 2011년 1월 8일 ~ 2014년 4월 5일)
- KBS 1TV 《KBS 뉴스네트워크》 (2009년 10월 19일 ~ 2010년 12월 31일)
- KBS 1TV 토요일 《KBS 뉴스 500》 (2013년 8월 24일 ~ 2014년 4월 5일)
- KBS 1TV 《KBS 뉴스 12》 (2014년 4월 7일 ~ 2016년 4월 22일)
- KBS 1TV 《KBS 뉴스 7》 (2018년 2월 12일 ~ 4월 20일)
- KBS 2TV 《건강 TV, 안녕하십니까》
- KBS 2TV 《TV클리닉 당신의 건강은》
- KBS 1TV 평일 《KBS 930 뉴스》 (2018년 9월 10일 ~ 2021년 8월 13일)
- KBS 1TV 일요일 《KBS 뉴스 (매주 일요일 낮 12시)》 (2016년 5월 1일 ~ 2018년 9월 9일 / 2023년 4월 30일 ~ 2025년 8월 17일)
- KBS 2TV 《KBS 3시 뉴스타임》 (2023년 8월 25일 ~ 9월 1일) (임시 진행)
- KBS 1TV 《KBS 뉴스 2》 (2023년 12월 12일 ~ 15일) (임시 진행)
- KBS 1TV 《6시 내고향》 - 진행취소(2023년 1월 2일(7683회 신년특집))[2] (10월 6일 7885회 <전국우수시장박람회 특집> 임시진행취소[3]),(4월 1일 8251회[4])

라디오
- KBS 1FM《출발 FM과 함께》
- KBS 1라디오《KBS 뉴스와이드》(2부)
- KBS 1라디오《세상의 모든 지식》
- KBS 1라디오《KBS 공감토론》
- KBS 1라디오《퀴즈가 좋다》[5]
- KBS 한민족방송《경제로 통일로》
- KBS 한민족방송《통일전망대》

## 수상
- 2005년 한국어문상 문화관광부 장관상
- 2006년 제10회 삼성언론상 특별상
- 2009년 교육과학기술부 선정 올해의 베스트 강사
- 2015년 아나운서 대상 앵커상